# Bücker Bü 133
«Бюкер» Bü 133 «Юнгмейстер» (нім. Bücker Bü 133 Jungmeister) — німецький навчально-тренувальний літак розробки компанії Bücker Flugzeugbau. Легкий одномісний літак був одним з основних навчально-тренувальних літаків базової підготовки німецьких пілотів у другій половині 1930-х років. Використовувався Люфтваффе під час Другої світової війни. Розроблений на основі літака Bücker Bü 131 був випущений у кількості приблизно 250 екземплярів і експортувався у 13 країни.

## Історія
Одномісний літак Bü 133 був розроблений на основі двомісного базового навчально-тренувального літака Bücker Bü 131 Jungmann і він був трохи меншим за Bü 131.
Літак продемонстрував «дивовижну спритність» під час свого першого публічного виступу на Міжнародному чемпіонаті з пілотажу 1936 року в Рангсдорфі, але Bü 133A не отримав жодних замовлень. Незабаром було побудовано лише два Bü 133B з версією того самого двигуна Hirth HM506 inline-6 потужністю 160 к.с. (119 кВт).
Основним типом навчального літака став Bü 133C з радіальним двигуном потужністю 160 к.с. Siemens-Bramo Sh 14A.
52 літаки були виготовлені за ліцензією компанією Dornier для ПС Швейцарії (які перебували на озброєнні до 1968 року). Експортна версія будувалася для ПС Іспанії на авіаційних заводах CASA і отримав позначення CASA 1-133.

## Модифікації

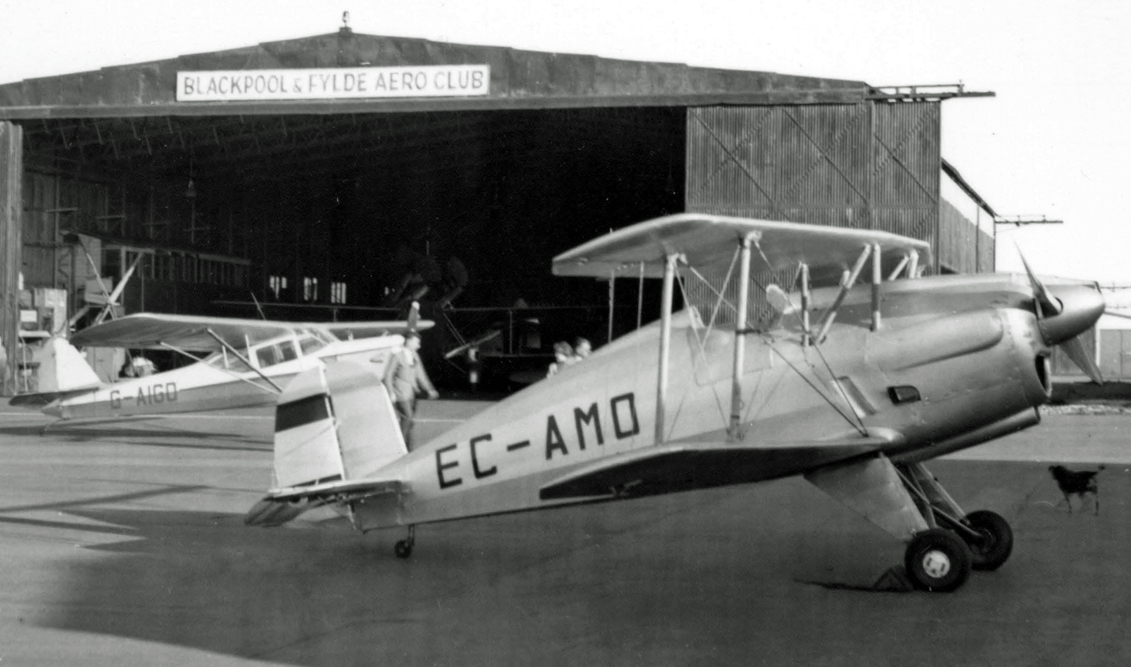
Іспанський варіант літака Bü 133 в аеропорту Блекпул. 10 червня 1957

- Bü 133A — перша версія літака з рядним двигуном Hirth HM 506
- Bü 133B — модернізована версія ліцензійного навчально-тренувального літака
- Bü 133C — варіант літака, оснащеного двигуном Siemens-Halske Sh.14A-4
- SSH Bü 133 Jungmeister — літак польського збирання
- CASA 1.133 — варіант літака іспанського збирання на заводі CASA

## Країни-оператори
Іспанія
- Повітряні сили Іспанії

 Друга Іспанська республіка
- Республіканські повітряні сили Іспанії

 Литва
- Повітряні сили Литви

 Третій Рейх
- Люфтваффе

 Південна Африка
- Повітряні сили Південно-Африканського Союзу

 Польща
- Повітряні сили Польщі

 Румунське королівство
- Королівські повітряні сили Румунії

 Перша словацька республіка
- Повітряні сили Словаччини

 Радянський Союз
- Військово-повітряні сили СРСР

 Угорщина
- Повітряні сили Угорщини

 Хорватія
- Повітряні сили Незалежної Держави Хорватія

 Швейцарія
- Повітряні сили Швейцарії

 СФРЮ
- Повітряні сили Югославії

## Однотипні літаки за епохою, призначенням та характеристиками
- Stampe-Vertongen SV.4
- Albatros Al 101
- Bücker Bü 133 Jungmann
- Focke-Wulf Fw 44 Stieglitz
- Avro Tutor
- Fleet Finch
- Fokker S.IX
- Koolhoven F.K.51
- Breda Ba.25
- Caproni Ca.100
- RWD 8
- Curtiss P-1 Hawk
- Consolidated PT-11
- Repülőgépgyár Levente II
- По-2
- Hanriot HD.28
- Romano R.82
- Beneš-Mráz Be-50 Beta-Minor
- Tachikawa Ki-9
- Tachikawa Ki-17